# Stichting Interkerkelijke Ledenadministratie
De Stichting Interkerkelijke Ledenadministratie (SILA) is een Nederlandse organisatie die voor een aantal kerkelijke genootschappen bijhoudt wat er in het bevolkingsregister verandert van de leden die bij deze kerkelijke genootschappen zijn aangesloten. In de praktijk komt dit vooral neer op een huisbezoekje door een vertegenwoordiger van de plaatselijke kerken dat volgt op een verhuizing naar een andere woonplaats.

## Geschiedenis
Tot 1994 werd er in het Nederlandse bevolkingsregister een dataveld 'godsdienst' opgenomen. Vanaf dat jaar verdween de vermelding van kerkelijke gezindte uit het bevolkingsregister en konden de lokale kerken geen mutaties meer opvragen bij het gemeentehuis. Dit gold ook voor de in 1951 opgerichte stichting SMRA, die gegevens nodig had om kerkelijke gemeenten en pensioenverzekeraars van informatie te kunnen voorzien. Om dit te compenseren, is de SILA opgericht. De SILA was tot 2006 gevestigd in het pand van de SMRA. Sinds 2006 is de SILA als zelfstandig orgaan werkzaam en is verhuisd van Delft naar Bennekom.

## Aangesloten genootschappen
Bij de SILA zijn aangesloten:
- de Protestantse Kerk in Nederland*
- de bisdommen van de Rooms-Katholieke Kerk (c.q. hun parochies)
- de Algemene Doopsgezinde Sociëteit
- de Oud-Katholieke Kerk
- de Vrij-katholieke Kerk
- de Nieuw-apostolische kerk
- het Leger des Heils

* Vóór de fusie van de Nederlands Hervormde, Gereformeerde en Evangelisch-Lutherse Kerk tot Protestantse Kerk in Nederland in 2004 waren de drie afzonderlijke kerken alle aangesloten
Ieder jaar publiceert de SILA de aantallen personen die bij de SILA geregistreerd staan. Het jaarverslag over 2006 telt voor de zes deelnemende kerkgenootschappen 6.573.360 geregistreerden (telling eind 2006). Dat is 147.260 minder dan het jaar daarvoor. Per eind 2008 was het aantal geregistreerden afgenomen naar 6,4 miljoen bijna tweehonderdduizend minder dan twee jaar eerder.   
De Rooms-Katholieke Kerk in Nederland telde 4,16 miljoen en de Protestantse Kerk in Nederland (PKN) had 2,39 miljoen geregistreerde SILA-leden (telling eind 2006). Per eind 2008 was dit respectievelijk 4,11 miljoen voor de RK Kerk en 2,26 miljoen miljoen geregistreerden voor de PKN.
Volgens de PKN-registratie waren er per eind 2008, 1,83 miljoen doop- en belijdende leden, verder waren er nog circa een half  miljoen niet-gedoopte leden (zoals ongedoopte kinderen en zowel gehuwde en ongehuwde partners van doop- en belijdende leden van de opgeheven Nederlands Hervormde Kerk) die wel opgenomen waren in de PKN-registratie. 
Leden van die kerken hebben een 'SILA-afnemersindicatie' achter hun naam in de Gemeentelijke Basisadministratie Persoonsgegevens (GBA). Wanneer een lid van een van deze kerkgenootschappen verhuist naar een andere plaats, wordt dit gemeld aan een vertegenwoordiger van de plaatselijke kerkgenootschappen. Volgend uit de Wet bescherming persoonsgegevens geeft de gemeente het volgende door:
- Verhuizing
- Naamswijziging
- Overlijden
- Begin- en einddatum van een huwelijk of geregistreerd partnerschap (maar niet de burgerlijke staat zelf)

Wijziging in gezinssituatie zoals een scheiding wordt sinds de invoering van deze wet niet langer aan de SILA gemeld.

### Uit- en inschrijven
Het inschrijven als lid van een van deze kerkgenootschappen in de basisadministratie wordt door het kerkgenootschap geregeld voor zijn leden. Eenieder die gedoopt is, of van wie minstens een van beide ouders gedoopt is in een van bovenstaande kerkgenootschappen, staat automatisch ingeschreven als lid. Zo kan het gebeuren dat iemand bij verhuizing naar een nieuwe woonplaats een huisbezoekje krijgt van een kerkelijke vertegenwoordiger, terwijl hij of zij niet eens wist nog kerkelijk verbonden te zijn (dit geldt bijvoorbeeld voor de half miljoen niet gedoopte PKN-leden met SILA-stip). Wie uitgeschreven wenst te worden bij een van bovenstaande kerkgenootschappen, dient dit bij het eigen kerkgenootschap aan te geven. Als iemand niet langer te boek wil staan als kerklid, is het kerkgenootschap wettelijk verplicht dat door te geven. De gegevens moeten onmiddellijk worden verwijderd en de 'SILA-stip' wordt automatisch weggehaald. En dat betekent dan dat daarna de kerk over de betrokkene geen mutaties meer krijgt vanuit de gemeentelijke basisadministratie.

### Niet aangesloten kerkgenootschappen
Wanneer mensen verhuizen die tot een kerkgenootschap behoren dat niet bij de SILA is aangesloten, wordt er van ze verwacht dat ze zelf actie ondernemen. Zij kunnen bijvoorbeeld een attestatie aanvragen bij hun eigen kerkgemeente, om in de kerkgemeente van hun nieuwe woonplaats aan de kerkenraad te overhandigen.

## Kritiek
De Autoriteit Persoonsgegevens vindt dat de uitwisseling van persoonsgegevens naar kerken moet stoppen. Volgens AP is dat niet noodzakelijk en dient het geen algemeen belang. In Juli 2022 deed het kabinet een nieuwe poging om het delen van persoonsgegevens aan de banden te leggen, nadat in 2016 een poging op felle kritiek stuitte.